# Phellinus crocatus
Phellinus crocatus är en svampart som först beskrevs av Elias Fries, och fick sitt nu gällande namn av Leif Ryvarden 1972. Phellinus crocatus ingår i släktet Phellinus och familjen Hymenochaetaceae.   Inga underarter finns listade i Catalogue of Life.